# ユリウス氏族

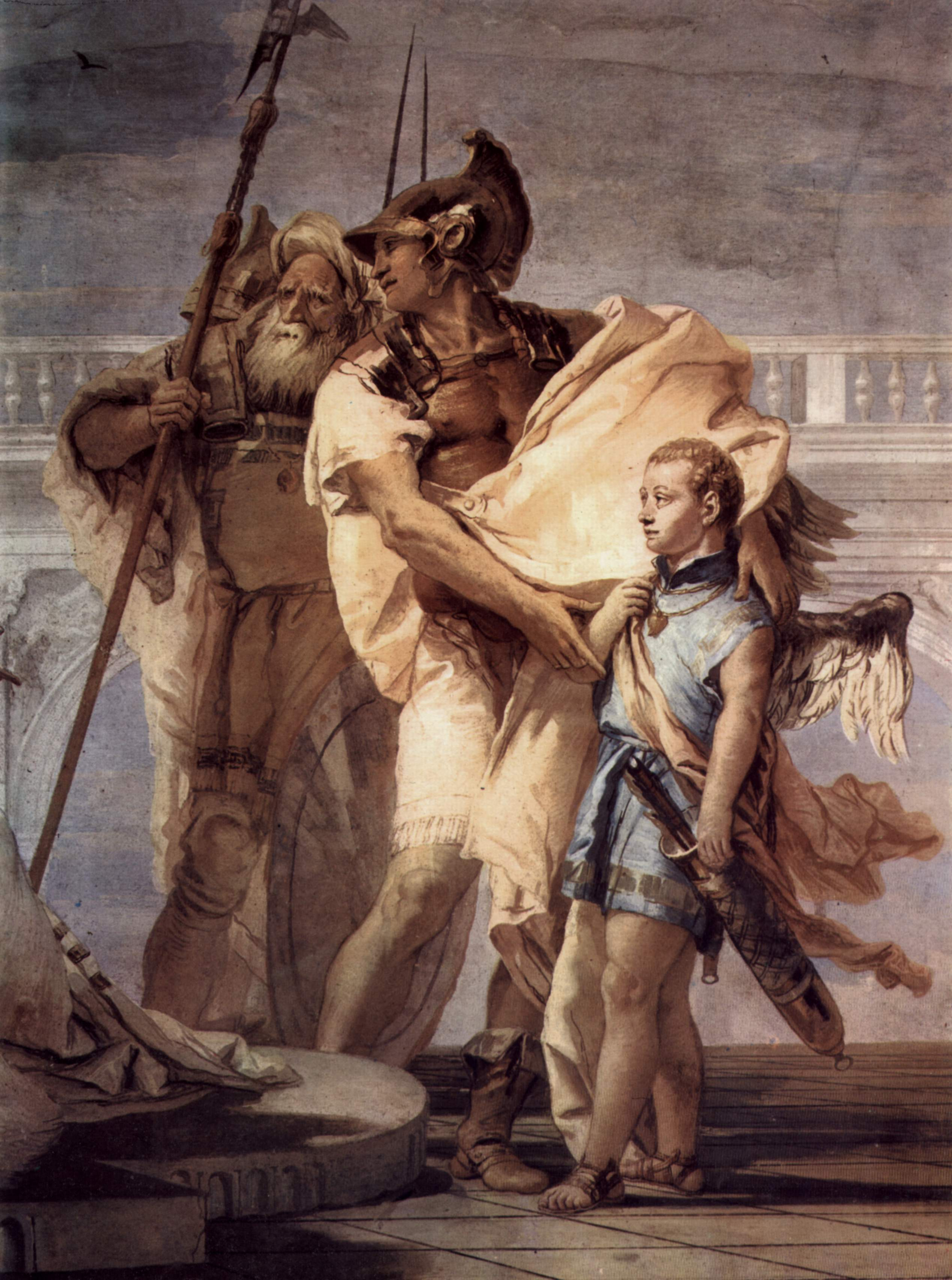
ジョヴァンニ・バッティスタ・ティエポロ『アスカニオスに化けたクピードーをディードーに会わせるアイネイアース』（1757年）ヴァルマラーナ・アイ・ナーニ邸

ユリウス氏族 (ユリウスしぞく、ラテン語: gens Julia) は、古代ローマの氏族の一つ。ユリウス氏族はパトリキ系の氏族の一つで自らの祖先がアエネイアスの息子ユルスであるとし、アエネイアスを通して女神ウェヌスにも連なると主張していた。王政ローマ第3代の王、トゥッルス・ホスティリウスによって滅ぼされ、ローマに移住させられたローマの隣国アルバ・ロンガの有力者の一族。ユリウス氏族の女性はユリアと呼ばれた。ユリウス氏族に属する著名な家族としてカエサル家がある。
共和政ローマ末期の独裁官ガイウス・ユリウス・カエサルもユリウス氏族に属しており、カエサルが改めた暦にもユリウス暦（さらに7月、英語ではJuly)としてこの名が使われている。さらにカエサルの跡を継いだガイウス・ユリウス・カエサル・オクタウィアヌス（アウグストゥス）が開始した帝政ローマにおいて、アウグストゥスから続く最初の元首の家系もユリウス氏族からユリウス＝クラウディウス朝と呼ばれている。
カエサルはガリア戦争の戦後処理として、部族長達にそれまでの特権をそのまま認め、ローマ市民権を与え、そして自らの家門名ユリウスも大盤振る舞いし、クリエンテス網に組み込んだ。そのため帝政期ガリアの有力者にはユリウスの名を持つ者が多い。

## 一族
- ユリウス・プロクルス

### ユッルス家
Iullusが元々の表記であったと思われるが、アエネーイスの後に作られた執政官表ではIulusと表記されている。
- ガイウス
  - ガイウス・ユリウス・ユッルス (紀元前489年の執政官)[2]
- ルキウス
  - ガイウス
    - ガイウス・ユリウス・ユッルス (紀元前482年の執政官)：紀元前451年の十人委員会[3]
      - ガイウス・ユリウス（・ユッルス？）：紀元前447年、435年の執政官。マティアス・ゲルツァーが前451年十人委員会の息子の可能性を示唆[4]

    - ウォピスクス・ユリウス・ユッルス：紀元前473年の執政官[5]
- ガイウス？
  - ウォピスクス
    - ルキウス・ユリウス・ユッルス (紀元前430年の執政官)[6]
- セクストゥス・ユリウス・ユッルス：紀元前424年の執政武官[7]
- ウォピスクス？
  - スプリウス？
    - ルキウス・ユリウス・ユッルス (紀元前403年の執政武官)[8]
- ウォピスクス
  - ルキウス
    - ルキウス・ユリウス・ユッルス (紀元前401年の執政武官)：紀元前397年も[9]
- ルキウス・ユリウス・ユッルス (紀元前388年の執政武官)：紀元前379年も[10]
- ガイウス・ユリウス（・ユッルス？）：紀元前352年の独裁官[11]

### カエサル家

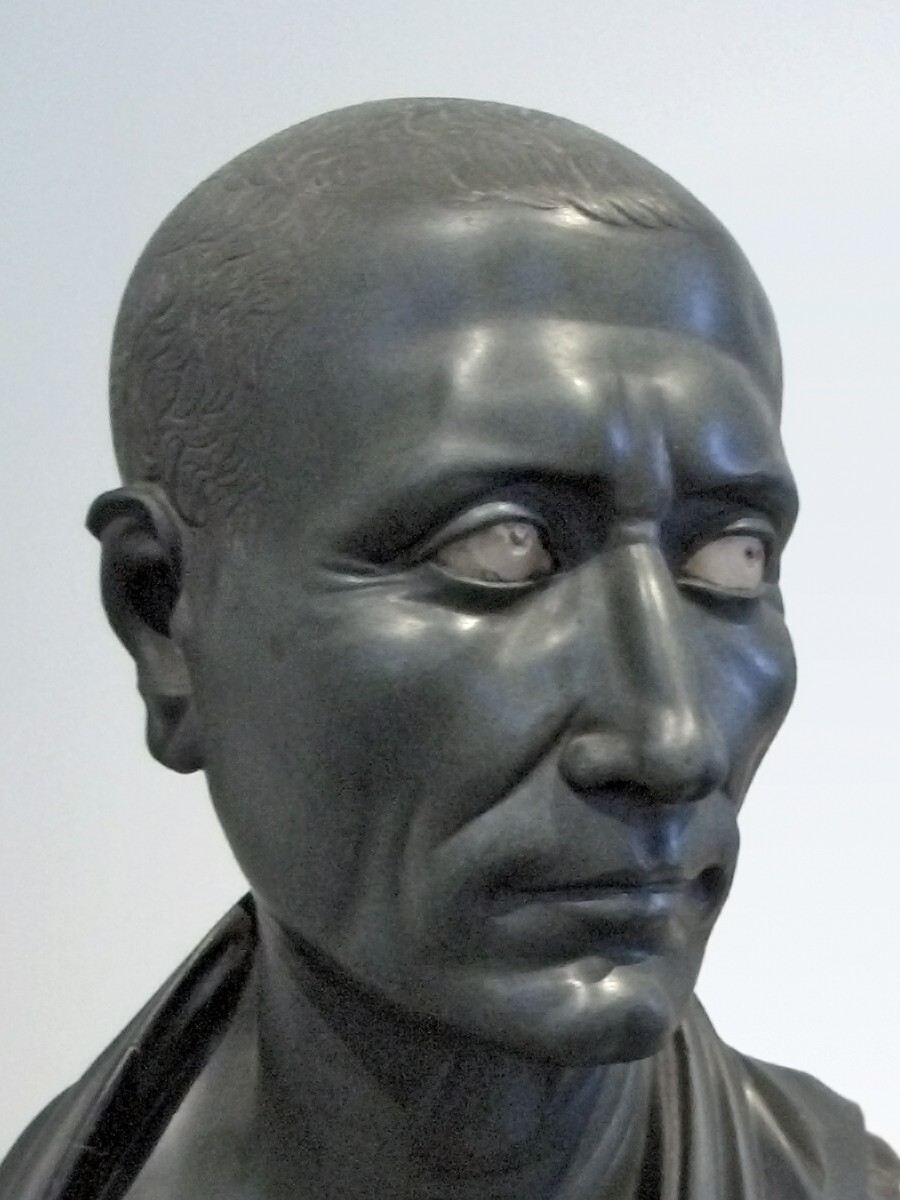
ガイウス・ユリウス・カエサル像（1世紀）旧博物館 (ベルリン)

- セクストゥス・ユリウス・カエサル：紀元前208年のシキリア担当プラエトル[12]
- ルキウス・ユリウス（・カエサル？）：紀元前183年のガリア・キサルピナ担当プラエトル[13]
- ルキウス・ユリウス（・カエサル？）：恐らく『博物誌』で触れられている紀元前166年のプラエトル・ウルバヌス[14]
- ルキウス
  - セクストゥス
    - セクストゥス・ユリウス・カエサル (紀元前157年の執政官)[15]
- セクストゥス
  - ルキウス・ユリウス（・カエサル？）：紀元前129年のファレルナ区の元老院議員[16]
- セクストゥス・ユリウス・カエサル：紀元前123年のプラエトル・ウルバヌス[17]
- ルキウス？
  - ガイウス
    - セクストゥス・ユリウス・カエサル (紀元前91年の執政官)[18]
- セクストゥス
  - ルキウス
    - ルキウス・ユリウス・カエサル (紀元前90年の執政官)[19]
      - ルキウス・ユリウス・カエサル (紀元前64年の執政官)[20]
- ルキウス
  - ガイウス・ユリウス・カエサル・ストラボ（・ウォピスクス）：紀元前90年のアエディリス・クルリス[21]
- ガイウス
  - ガイウス・ユリウス・カエサル：紀元前92年頃のプラエトル[22]。靴を履いていて突然死んだと言われるカエサルの父[23]
    - ガイウス・ユリウス・カエサル：紀元前44年の永久独裁官[24]
      - ガイウス・ユリウス・カエサル[25]：初代皇帝アウグストゥス
- ルキウス・ユリウス・カエサル：紀元前47年の小カト配下のプロクァエストル[26]
- セクストゥス・ユリウス・カエサル：紀元前47年のプロクァエストル・プロ・プラエトレ。カエサルの下シリア属州で戦う[26]
- ルキウス
  - グナエウス・ユリウス（・カエサル？）：紀元前47年頃のクァエストル[27]

### その他
- ガイウス・ユリウス・メント：プラエノーメンはグナエウスとも。紀元前431年の執政官[28]
- ルキウス
  - ルキウス
    - ルキウス・ユリウス・リボ：紀元前267年の執政官[29]
- ルキウス・ユリウス：紀元前146年のアエディリス・クルリス[30]
- ルキウス・ユリウス：紀元前130年前後の貨幣鋳造三人委員[31]
- ルキウス・ユリウス：紀元前100年頃の貨幣鋳造三人委員[31]
- ルキウス・ユリウス・ブルシオ：紀元前84年頃のクァエストルもしくは貨幣鋳造三人委員[31]
- （ガイウス・ユリウス・）ヘレヌス：紀元前40年のレガトゥス。アウグストゥスの解放奴隷で彼のためにサルディニアを占領[32]
- （ガイウス・ユリウス・）デメトリアス：紀元前39年のプラエフェクトゥスでカエサルの解放奴隷。クィントゥス・ラビエヌスを捕らえた[33]